# Carmen Electra
Tara Leigh Patrick, mest känd under namnet Carmen Electra, född 20 april 1972 i Sharonville, Ohio, är en amerikansk fotomodell, skådespelare och TV-personlighet. 

## Biografi

### Uppväxt
Tara Leigh Patrick föddes i Sharonville i delstaten Ohio, en förort till Cincinnati. Hon är dotter till Patricia, sångerska och Harry Patrick, underhållare och gitarrist. Hennes mor dog av en hjärntumör 1998. Hennes äldre syster, Debbie, dog i en hjärtattack samma år. Tara gick ut från Princeton High School i Sharonville..

### Karriär
Tara fick sitt smeknamn Carmen Electra av artisten Prince som upptäckte henne 1992. Prince skrev och producerade ett självbetitlat album med en rappande Electra. Tre singlar släpptes från albumet: Go Go Dancer, Everybody Get On Up och Fantasia Erotica.
1995 började Electra dyka upp i flera olika TV-program. I maj 1996 vek hon ut sig naken i Playboy, vilket skulle bli fler gånger. Carmen Electra blev så populär bland Playboys läsare att hon fanns med i tidningen tre gånger, varav den andra gången var i juni 1997.  Hon har varit på omslaget två gånger, i december 2000 och i april 2003. I Playboy Cyber Club var hon den första kvinnan som blev gästfotograf. Hon valde att fotografera modellen Jennifer Walcott.
Hennes utvik ledde till fler TV-jobb som i serien Baywatch (medverkade 1997 till 1998) och i MTVs Singled Out. Hon återvände till Baywatch för filmen Baywatch: Hawaiian Wedding som kom år 2003.

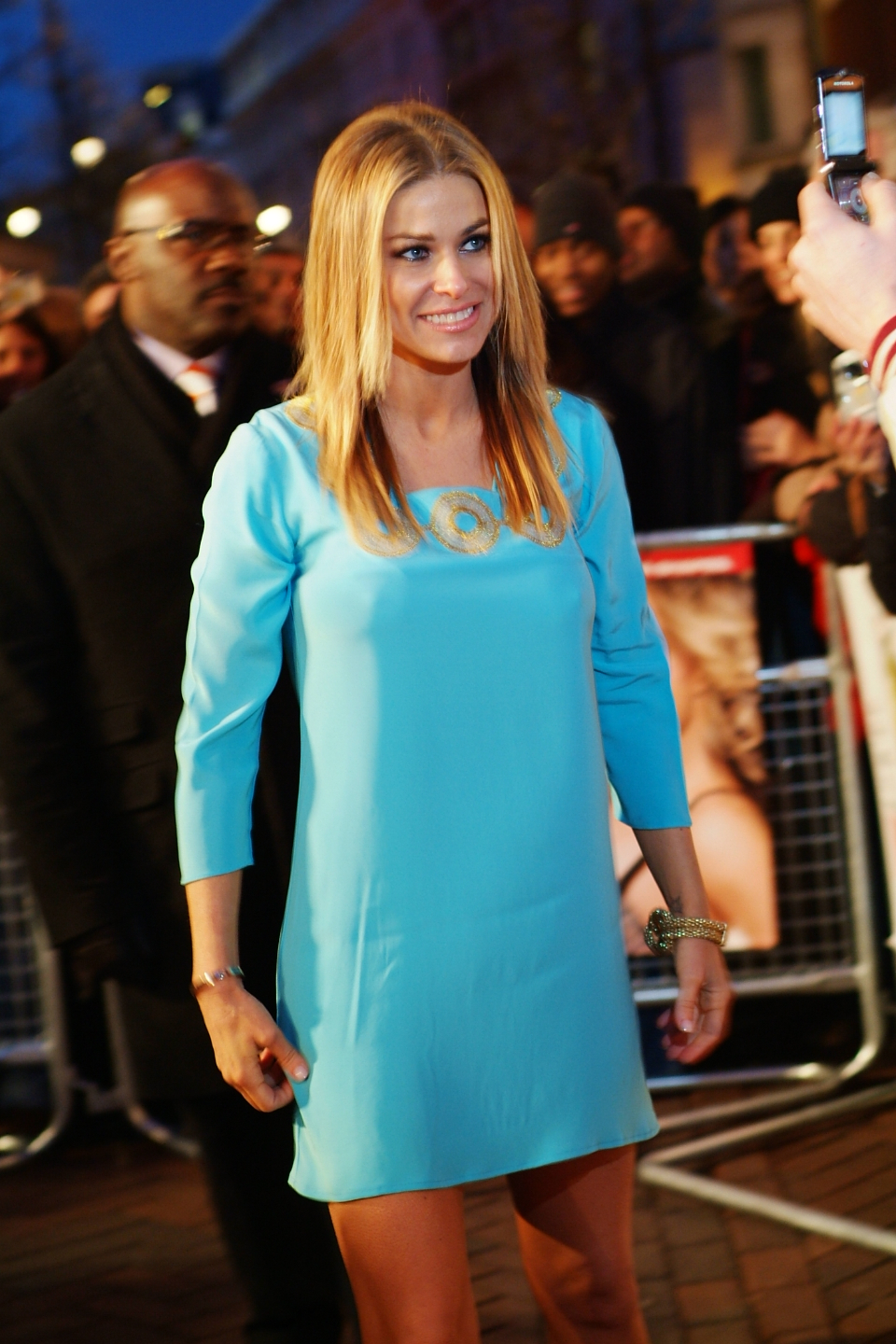
Carmen Electra.

Electra har medverkat i flera filmer, bland annat Good Burger (1997), The Mating Habits of the Earthbound Human (1999), Scary Movie (2000) och även en uppföljare till den, Scary Movie 4 (2006), Epic Movie (2007), Date Movie (2007), Meet The Spartans (2008), remaken av tv-serien Starsky & Hutch (2004) och Fullt hus igen (2005).  Hon vann en MTV Movie Award för bästa kyss i Starsky & Hutch. 
1999 medverkade hon i det amerikanska bandet Bloodhound Gangs musikvideo till låten The Inevitable Return of the Great White Dope.
2005 gick hon med som en av röstskådespelarna i den animerade serien Tripping the Rift. Hon ersatte Gina Gershon som rösten till den sexiga androiden "Six". Samma år blev hon ombud för "Naked Women's Wrestling League". Under slutet av 2006 började Electra göra reklam för Taco Bell. Hon är även talesman för Ritz Camera Centers.
Electra har designat en egen serie kreditkort som är betalda i förväg och är även talesman för Payment Data Systems, Inc. Hon är en av de spelbara karaktärerna i TV-spelet Def Jam: Fight for NY och en av kändisutmanarna i TV-spelet ESPN NFL 2K5. Electra tävlade 2008 i programmet The Apprentice.
En zoolog gav en nyupptäckt fossil nattfjäril namnet Carmenelectra shechisme. Artepitet ska uttalas "She kiss me".

### Privatliv
Electra gifte sig första gången med basketstjärnan Dennis Rodman, men de skildes efter ett år. Mellan 2003 och 2007 var hon gift med Dave Navarro, tidigare gitarrist i bland annat Red Hot Chili Peppers och Jane's Addiction. Deras bröllopsplaner skildras i dokusåpan Til Death Do Us Part: Carmen and Dave på MTV.

## Diskografi
- 1993 - Carmen Electra

## Filmografi i urval
- 1996 – Baywatch Nights (TV-serie) (1 avsnitt)
- 1997 – Good Burger
- 1997–1998 – Baywatch (TV-serie) (22 avsnitt)
- 1997 – Pacific Blue (TV-serie) (1 avsnitt)
- 1998 – På hemligt uppdrag (TV-serie) (1 avsnitt)
- 1999 – The Mating Habits of the Earthbound Human
- 2000 – Scary Movie
- 2001 – Get Over It
- 2002 – Simpsons (TV-serie) (röstroll, 1 avsnitt)
- 2003 – Baywatch: Hawaiian Wedding (TV-film)
- 2003 – My Boss's Daughter
- 2004 – Starsky & Hutch
- 2004–2005 – Tripping the Rift (TV-serie) (röstroll, 13 avsnitt)
- 2005 – Fullt hus igen
- 2006 – Date Movie
- 2006 – Pledge This!
- 2006 – Scary Movie 4
- 2007 – En galen jul
- 2007 – Epic Movie
- 2008 – Bedtime Stories
- 2008 – Disaster Movie
- 2008 – Meet the Spartans
- 2010 - Perfect Catch (TV-serie)
- 2013 - Oh Vey! My Son Is Gay!!

## Annat arbete
- Carmen Electra Aerobic Striptease är en DVD på fem skivor som kombinerar klassiska stripövningar med träning.
- Embrace är en serietidning skriven av Electra för London Night Studios.